# Aleksandr Silàiev
Aleksandr Silàiev   (Moscou, 2 d'abril de 1928 - Moscou, 31 de desembre de 2005) fou un piragüista en aigües tranquil·les rus que va competir sota bandera de la Unió Soviètica durant les dècades de 1950 i 1960.
El 1960 va prendre part en els Jocs Olímpics d'Estiu de Roma, on guanyà la medalla de plata en la prova del C-1, 1.000 metres del programa de piragüisme.
En el seu palmarès també destaca una medalla d'or al Campionat del Món de piragüisme en aigües tranquil·les de 1958. Al Campionat d'Europa guanyà dues medalles d'or i una de plata entre les edicions de 1957 i 1959. Guanyà vuit campionats soviètics entre 1954 i 1960.
Una vegada retirat va exercir d'entrenador en cap de l'equip nacional de piragüisme entre 1961 i 1980.